# تيرينس جونسون
تيرينس جونسون (بالإنجليزية: Terrence Johnson)‏ هو لاعب كرة قدم أمريكية أمريكي، ولد في 5 يوليو 1986 في برادوك ‏ في الولايات المتحدة.

## وصلات خارجية
- تيرينس جونسون على موقع مرجع كرة القدم المحترفة.كوم (الإنجليزية)